# وفا دوفور
وفا دوفور (انگلیسی: Wafah Dufour) (زاده به عنوان وفا بن لادن، متولد لس آنجلس، کالیفرنیا) خواننده، ترانه‌سرا، جامعه ای و مدل خواننده آمریکایی است. پدر وی، یسلام بن لادن (برادر ناتنی اسامه بن لادن )، عربستان سعودی (پدر با اصل یمنی و مادر با اصالت ایرانی) و مادرش " کارمن بن لادن " از پدر سوئیسی و مادر ایرانی می‌باشد. وی از زمان تولد تابعیت سوئیس توسط مادر و تابعیت ایالات متحده دارد.
وفا دوفور اوایل زندگی خود را در لس آنجلس و سپس در جده، عربستان سعودی گذراند، اما بعداً به همراه والدینش به ژنو سوئیس نقل مکان کرد. در سال ۱۹۸۸ والدینش جدا شدند و سرانجام در ژانویه ۲۰۰۶ طلاق گرفتند. بنا بر گزارش‌ها، پدر و خانواده وی از سن ۱۵ سالگی با او یا دو خواهر کوچکتر صحبت نکرده‌اند. او نام خانوادگی خود را به نام مادرش، دوفور تغییر داد.
وی مدرک حقوق را از دانشگاه ژنو و مدرک کارشناسی ارشد از دانشکده حقوق کلمبیا در شهر نیویورک کسب کرد. او به زبان فرانسه (زبان مادری)، انگلیسی و فارسی صحبت می‌کند.
در اوایل سال ۲۰۰۶، ناشر جودیت ریگان دوفور را ثبت نام کرد تا در یک نمایش تلویزیونی واقعی حضور یابد که قصد داشت نبرد خود را برای موفقیت در صنعت موسیقی در مستند پرواز بر روی دیوار دنبال کند. در پایان، این پروژه به دلیل نارضایتی‌های طولانی دربارهٔ حملات ۱۱ سپتامبر لغو شد.

## موسیقی
دوفور خواننده اصلی گروه Deep Tan مستقر در شرق لندن است . اعضای دیگر گروه شامل سلت گویست و ملیا بودین هستند . در سال ۲۰۱۶ وفا آهنگ آهنگ شیلد را تنظیم کرد 